# C'era una volta il negus
C'era una volta il negus è un brano musicale composto da Enrico Frati e musicato da Eros Sciorilli nel 1936. È stato eseguito e inciso da Crivel. 

## Il brano
Il brano celebra la vittoria dell'esercito fascista nella guerra d'Etiopia, prendendosi gioco del nemico sconfitto, il Negus Hailé Selassié. La frase d'apertura di ogni ritornello, infatti, si apre come nelle favole con c'era una volta, a indicare sia il tono favolistico del racconto, sia per sottolineare la fine dell'impero d'Etiopia che ormai appartiene alla storia. 
Il Negus è presentato come incapace governante di un popolo rozzo (Noi vogliamo uno sbocco sul mare / per poterci ogni tanto lavare) e retrogrado (Detto questo si armò dell'ombrel / ed in sella montò all'asinel), che occupava indebitamente il trono che fu del gran Salomone (in riferimento a re Salomone che invece viene presentato come un eroe dell'Etiopia), sul quale viene detto egli non potrà mai più ritornare per quanto tenti di camuffarsi (si fa radere baffi e barbetta).